# Parafia św. Apostołów Piotra i Pawła w Oziercach
Parafia św. Apostołów Piotra i Pawła w Oziercach (biał. Парафія Св. Пятра і Паўла у Азярцах) – parafia rzymskokatolicka w Oziercach. Należy do dekanatu głębockiego diecezji witebskiej.

## Historia
W XIX w. znajdował się tutaj kościół filialny parafii w Głębokiem ufundowany przez Korsaków. Obecny kościół parafialny został wybudowany w 2007 r. w miejscu zburzonego budynku gospodarczego należącego do dworu Oskierków w Oziercach. Pierwotnie parafia była pod wezwaniem św. Apostołów Piotra i Pawła i św. Marcina z Tours.

## Obecnie
W parafii działa wspólnota Żywego Różańca.
Cmentarze znajdują się w miejscowościach: Kamińszczyzna, Mamaje, Gwozdowo, Zaborze, Wołodźkowo, Hatowszczyzna.

## Obszar
Na terenie parafii leżą miejscowości: Ozierce, Mamaje, Kamińszczyzna, Gwozdowo, Szubniki, Pialewszczyzna, Chociłowce, Kisarewszczyzna, Kuchty, Hatowszczyzna, Zaborze, Wołodźkowo.

## Źródła
- Parafia w Oziercach na stronie internetowej catholicvitebsk.by. catholicvitebsk.by. [zarchiwizowane z tego adresu (2018-03-02)].